# La Rivière-de-Corps
La Rivière-de-Corps és un municipi francès situat al departament de l'Aube i a la regió del Gran Est. L'any 2007 tenia 2.959 habitants.

## Demografia

### Població
El 2007 la població de fet de La Rivière-de-Corps era de 2.959 persones. Hi havia 1.160 famílies de les quals 202 eren unipersonals (76 homes vivint sols i 126 dones vivint soles), 501 parelles sense fills, 385 parelles amb fills i 72 famílies monoparentals amb fills.
La població ha evolucionat segons el següent gràfic:
Habitants censats

### Habitatges
El 2007 hi havia 1.189 habitatges, 1.165 eren l'habitatge principal de la família, 2 eren segones residències i 22 estaven desocupats. 1.143 eren cases i 43 eren apartaments. Dels 1.165 habitatges principals, 994 estaven ocupats pels seus propietaris, 158 estaven llogats i ocupats pels llogaters i 12 estaven cedits a títol gratuït; 2 tenien una cambra, 19 en tenien dues, 130 en tenien tres, 299 en tenien quatre i 715 en tenien cinc o més. 931 habitatges disposaven pel capbaix d'una plaça de pàrquing. A 484 habitatges hi havia un automòbil i a 612 n'hi havia dos o més.

### Piràmide de població
La piràmide de població per edats i sexe el 2009 era:
| Homes | Edats   | Dones |
| ----- | ------- | ----- |
| 0     | 95 o +  | 8     |
| 0     | 90 a 94 | 32    |
| 16    | 85 a 89 | 16    |
| 8     | 80 a 84 | 12    |
| 44    | 75 a 79 | 28    |
| 28    | 70 a 74 | 48    |
| 92    | 65 a 69 | 76    |
| 96    | 60 a 64 | 108   |
| 68    | 55 a 59 | 44    |
| 120   | 50 a 54 | 140   |
| 192   | 45 a 49 | 168   |
| 124   | 40 a 44 | 156   |
| 128   | 35 a 39 | 124   |
| 64    | 30 a 34 | 60    |
| 24    | 25 a 29 | 32    |
| 64    | 20 a 24 | 40    |
| 104   | 15 a 19 | 120   |
| 152   | 10 a 14 | 132   |
| 60    | 5 a 9   | 104   |
| 52    | 0 a 4   | 68    |

## Economia
El 2007 la població en edat de treballar era de 1.898 persones, 1.341 eren actives i 557 eren inactives. De les 1.341 persones actives 1.255 estaven ocupades (654 homes i 601 dones) i 86 estaven aturades (38 homes i 48 dones). De les 557 persones inactives 229 estaven jubilades, 196 estaven estudiant i 132 estaven classificades com a «altres inactius».

### Ingressos
El 2009 a La Rivière-de-Corps hi havia 1.155 unitats fiscals que integraven 2.962,5 persones, la mediana anual d'ingressos fiscals per persona era de 22.071 €.

### Activitats econòmiques
Dels 107 establiments que hi havia el 2007, 1 era d'una empresa extractiva, 1 d'una empresa alimentària, 9 d'empreses de fabricació d'altres productes industrials, 26 d'empreses de construcció, 24 d'empreses de comerç i reparació d'automòbils, 3 d'empreses de transport, 3 d'empreses d'hostatgeria i restauració, 1 d'una empresa d'informació i comunicació, 4 d'empreses financeres, 7 d'empreses immobiliàries, 13 d'empreses de serveis, 11 d'entitats de l'administració pública i 4 d'empreses classificades com a «altres activitats de serveis».
Dels 30 establiments de servei als particulars que hi havia el 2009, 1 era una oficina de correu, 1 una oficina bancària, 4 paletes, 4 guixaires pintors, 4 fusteries, 3 lampisteries, 6 electricistes, 2 perruqueries, 2 restaurants, 2 agències immobiliàries i 1 saló de bellesa.
Dels 6 establiments comercials que hi havia el 2009, 1 era una gran superfície de material de bricolatge, 1 una botiga de menys de 120 m², 1 una fleca, 1 una peixateria, 1 una botiga de roba i 1 una joieria.
L'any 2000 a La Rivière-de-Corps hi havia 12 explotacions agrícoles que ocupaven un total de 567 hectàrees.

## Equipaments sanitaris i escolars
L'únic equipament sanitari que hi havia el 2009 era una farmàcia.
El 2009 hi havia 1 escola maternal i 1 escola elemental.

## Poblacions més properes
El següent diagrama mostra les poblacions més properes.